# 削山造城

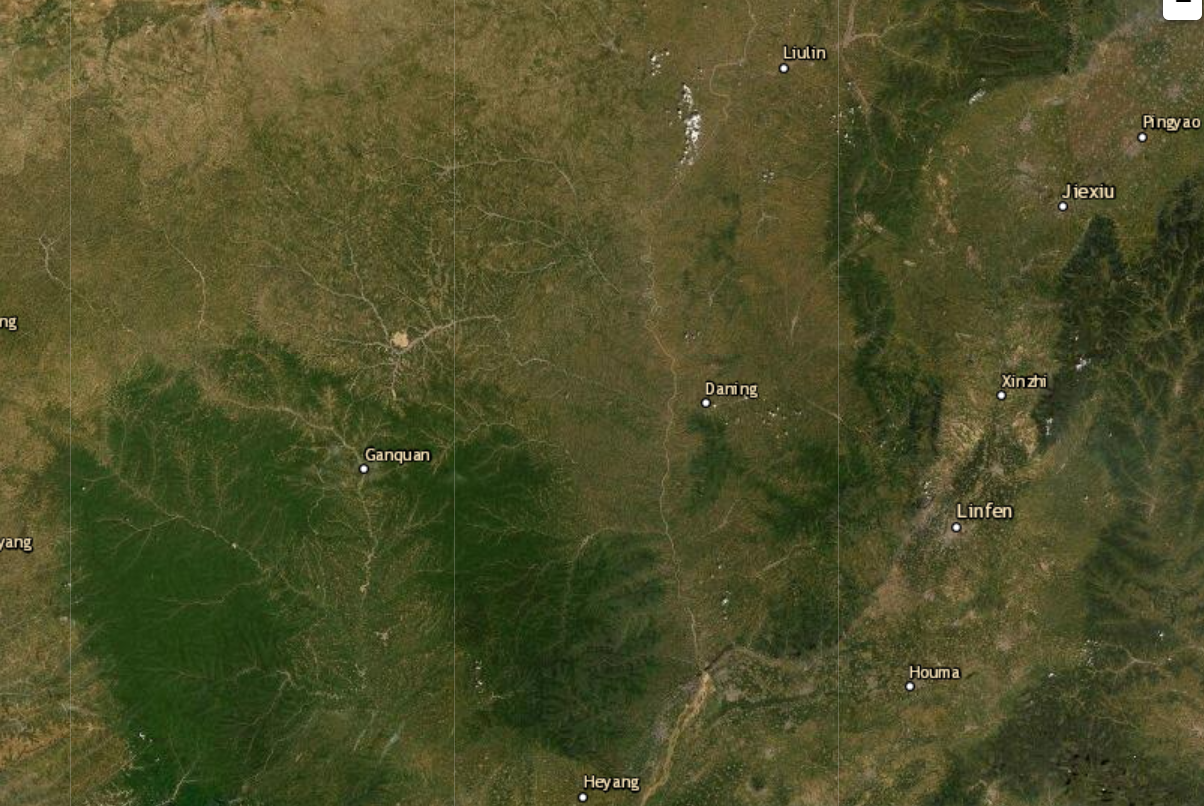
削山造城後的延安城卫星图（白点），右侧山西省吕梁山脉、太行山脉，南侧子午岭、六盘山脉（图源：USGS）

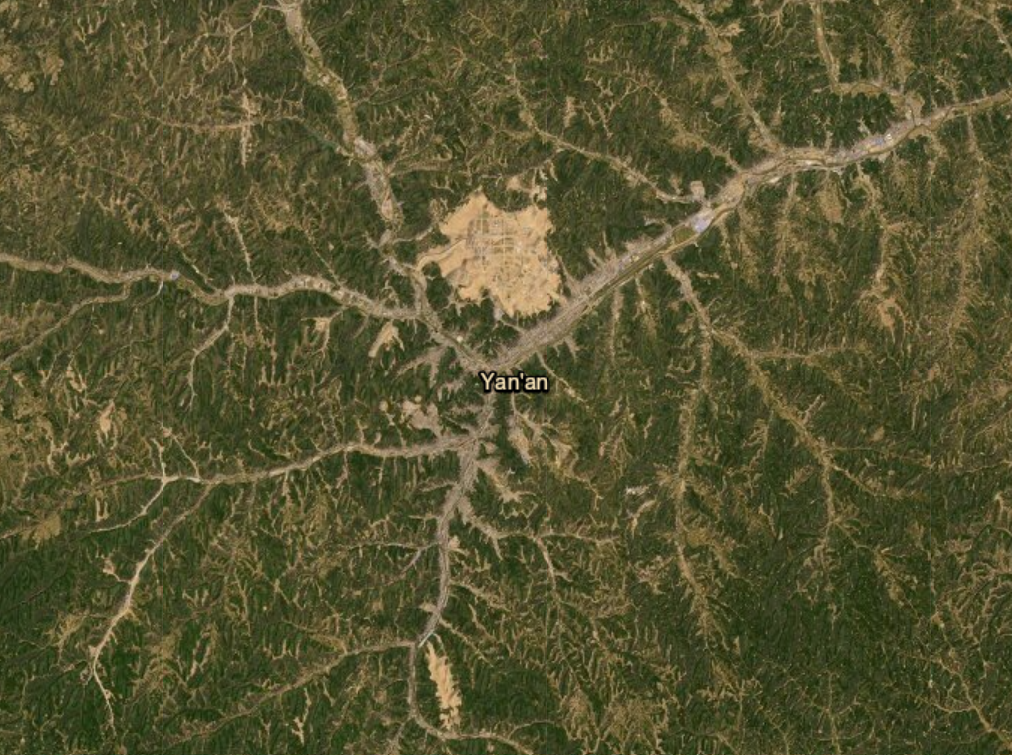
延安城2021年9月卫星图，视点距地高度~37公里（图源：USGS）

削山造城指的是2000年后，中国大陆一些城市展开的大规模自然改造工程，即通过削平山丘、填埋沟壑等超常规方式，在山区制造平地。
2006年开始，湖北十堰以“愚公移山，向山要地”“愚公移山，人造平原”为口号，投资250亿元，削平100多个山头，造城86平方公里；2012年甘肃兰州投资750亿，推掉700余座山头，造出面积约160平方公里的新城；陕西延安于2012年4月份，投资上千亿，用10年时间整理出78.5平方公里，在周边的沟壑地带建造一个两倍于原先城区的新城。
削山造城工程不断涌现，类似规模的开山平地工程，国内外没有先例，相应学术支持与数据基础薄弱，多数项目上馬前，缺乏严谨的科学论证。科学技术问题除外，在相对偏远的多山地区，不计成本，兴建平原式大城市的做法，有不少人认为违反了经济规律、城市发展规律和自然规律，并不是城市按照自己的客观条件和发展需要，合理进行调整、深层进行转化，是一种粗放型发展方式的典型体现，如果出现问题，将会在经济、民生和生态上造成极大的浪费和不可逆的破坏。

## 经济层面
向山要地，人造平原的做法，可以追溯到文革前的学大寨运动。不过当年目的是为了获取耕地，现在则主要是为了房地产开发或建工业园区；一些地方甚至出现了向耕地“要城”，占用农民耕地或宅基地来兴建新城区或CBD的例子。
由于大多数削山造城的地方，属于二三线甚至四线城市，缺乏实体经济和配套产业支撑，山地建设的成本如此之高，全国出现大量不产生实际经济效益甚至烂尾的地产开发项目，很多包括一线城市在内的工业园区入驻率都不乐观，一些专家学者担心在这些地方建造大型城市是否适宜，又是否能产生实际经济效益。尤其一些省市，是在财政吃紧，甚至政府举债的情况下，启动工程，为人所诟病。
也有观点认为，削山造城是符合经济规律和城市化政策的，地形限制导致的有效主城区规模不足，才是削山造城发生的根本原因，相关学者使用Google Earth软件逐一考察了全国地级以上城市的形状、地形，并指出全国有1/4的城市有削山造城的需要。
相反观点认为，根据地区的实际情况，调整优化自身的产业结构、对现有产业实现升级换代，不单纯依靠行政手段强推新城，通过深加工、深转化壮大实体经济，或为更务实的发展策略。还有专家指出，寻求扩大城市面积、获得更多土地的方法不止一種，可以通过依山而建、城在山中和围绕现有城市建设卫星城市等不同模式来达到目的。

## 科学方法
削山造城工程在全国各地的不断涌现，引起学术界的广泛关注与讨论。
中国自然资源学会 （页面存档备份，存于）七届八次常务理事扩大会议上，中国科学院院士孙鸿烈、郑度、陈发虎、夏军等在座专家学者指出，针对国内陆续上马的，如“点沙成土”，“那曲种树”和“藏水入疆”等各类重大资源开发或自然改造项目，其中一些可能存在盲目立项的问题。
专家认为：“重大资源环境生态工程项目立项或重大科学决策，必须经过严格的、规范的科学论证，必须进行广泛的学术讨论”。会议代表强调：“国内外大量的自然资源开发和生态环境改造工程建设项目的失败教训说明，非理性的改造大自然不仅改变了区域自然地理景观、原生的生态环境格局，也必然带来大自然不可恢复的生态和环境灾难，必将招致其后果。”
长安大学环境科学与工程学院李培月、钱会和吴健华在Nature杂志上撰文指出，中国许多城市正在热火朝天开展的“推山造城”项目，无论是在环境、技术还是经济层面，均未经过充分透彻的考虑。目前中国科学技术领域对造地的研究还很不足，缺乏相关数据。然而，有一些项目没有充分的论证就草率上马，有一些项目甚至没有向上级审批就开工，希望从科学发展观、生态文明建设和全方位多角度的多加考虑。
中华人民共和国自然资源部在2017年发布《国家土地督察工作情况的公告》，公告称发现陕西、甘肃在延安新区、兰州新区存在“削山造城”，大规模违法违规开发未利用地等突出问题，已督促地方政府整改纠正，构建科学适度有序的用地开发格局，推动形成绿色发展方式。

## 各地情况

### 湖北十堰

#### 工程进展
自2006年开工以来，十堰削平山头100多座山头，向山要地12.9万亩。十堰一带多石山，作业时需要爆破作业，成本约计250億人民幣。

#### 政府债务
当地开挖山地的资金，主要通過政府举债。該市一名法改委官員透露，為了應對債務，当地政府提出除了融資還要造血，所謂造血就是成立房地產公司，進入土地二級市場開發。有房地產商表示，十堰靠炸山增加的土地，成本很高，土地拍賣價格居高不下，衹好不斷推高房價。與此同時，十堰当地的房地供应又过剩，各種存量房地產項目至少需要消化12年，很多住宅區晚間亮燈率不足30%。

#### 工业梯田
当地国土资源局副局长提醒，十堰挖山的目的不是造城，而是发展工业；采用“工业梯田”模式，打造万亩工业园，并且宣称在相同条件的山区，“十堰模式”可以复制拷貝。 不过据新工業园區管委會的相關負責人介绍，工業園區入駐情況很不樂觀。

#### 自然环境
据核实，十堰造城项目从未上报省环保厅做环境评估，“削山造城”破坏自然风貌，带来的生态、地质、环境和经济风险无可预知。
湖北省环保厅环评处副处长刘红星，在接受记者采访时表示：“山水本来是十堰的最大优势,可在起跑的时候,这种优势却变成了劣势。本可以通过依山而建、城在山中和围绕现有城市建设卫星城的方式达到,可在政绩指挥棒的指导下,当地选择了向山要地。”
中科院城市发展与环境研究所副研究员黄顺江认为：“十堰这样的城市，位于汉水谷地，最好控制一下发展规模，不要一味求大，因为其所处的环境不适宜建设大城市...几个自然条件相对较好的山间盆地或河谷低地里的人口，如果有需要应该向东部平原地区转移，疏散出来一部分人口...如果非要发展成大城市，也不能像东部平原地区的城市那样向外无限制扩张。”

#### 旱涝交替
据当地人介绍，处在南水北调源头的山城十堰，有百二河、马家河等多条河流经过，总体上还算风调雨顺，但自从06年开山平地以来，现在这些河流在一年中大部分时间都是干枯的。
2012年雨季，流经十堰的茅塔河卻又因为河道堵塞，导致了一场严重的水灾，使得当地白浪村被淹，损失惨重。

### 湖北襄阳
2013年1月30日，襄阳市国土资源局规划与调控检测科科长李智在接受《中国经营报》记者采访时透露:“襄阳市低丘缓坡土地综合开发利用项目主要集中在鄂北岗地以及荆山余脉两大区域，包括襄阳市襄州区、南漳县、保康县和枣阳市等在内的11个县(市、区)都可以平整、开发低丘缓坡土地，可供开发利用的低丘缓坡面积约为80万亩；根据襄阳市各县(市、区)最新编制的《低丘缓坡荒滩开发利用专项规划(2012-2020年)》，仅是南漳县“向山要地”的规模就高达11.42万亩，其他如襄州区、保康县的开发规划分别为5万亩和1.5万亩，共计18万亩。”
据调查，襄阳市襄州区张湾镇洪山头村，大片山丘在挖掘机的作业下已被被夷为平地，平整出来的土地计划成为洪山头工业园项目的工业用地。
虽然国务院办公厅于2013年1月1日下发了《国务院办公厅关于批准襄阳市城市总体规划的通知》(国办函〔2013〕1号)，要求必须“坚持集中紧凑的发展模式，切实保护好耕地特别是基本农田”、并指出“严禁在城市总体规划确定的建设用地范围之外设立各类开发区和城市新区”；襄阳市国土资源局在之后接受采访时却强调，此前当地已组织专家对《襄阳市低丘缓坡土地综合开发利用专项规划(2012-2020年)》进行审查，并且通过了这一专项规划。

### 陕西延安

#### 工程进展
延安投资千亿元以上，耗费10年时间日夜施工削平33座山，整理出78.5平方公里的新区建设面积，在周边沟壑地带造了一个新城。

#### 世界先例
延安的「削山造城」工程是目前世界上在湿陷性黄土地区规模最大的岩土工程，属世界建城史上首例。陕西省科技厅一位专家曾于2012年12月27日接受《时代周报》采访时表示：“现在面临的许多技术问题都没有先例可循，只能边建设边跟踪研究。这样的结果增大了建设成本，也带来一些不确定性。”据悉，延安市平山建城工程已列为国家级科研课题和陕西省重大专项课题，并将为同类地区“上山建城”积累经验，提供示范。

#### 综合评估
一些专家学者对项目的经济效益、投入产出、生态环境、灾害防治等方面表达了不同程度关注与担忧：
- 某国家环保部专家：“经过十几年的植树造林，延安的生态环境明显好转，削山造城将破坏延安周围几十平方公里的森林和植被，山头被削平、地貌被改变永远不能恢复。”
- 某延安新区建设规划专家：“沟道原本是过水的地方，现在削山填沟将阻断原先的水路，那么上游的来水将如何疏导，稍有不慎将会造成地基沉陷。”
- 北京大学一位环境学教授：“延安地区生态环境十分脆弱，经过十几年的退耕还林，延安的生态环境已明显好转。然而，大面积的‘削山造地’，使延安地-区的生态环境再次被破坏，还容易引发地质灾害，必须审慎从事。”
- 北京大学一位地质学教授：“在延安‘削山造地，上山建城’违反地质科学，延安周围山体的地层主要是第四系黄土，而黄土的一个重要物理性质就是遇水会发生沉陷，且遇到强降雨过程，还会引发泥石流、山体滑坡等重大地质灾害。”
- 长安大学城市研究所所长：“‘上山建城’要在充分论证和确保安全的基础上进行，同时所建新区应有产业和实体经济来支撑，避免人为拉大城市骨架。”

一些专家学者对延安的造城项目则持肯定态度：
- 俄罗斯自然科学院外籍院士、工程地质专家伍法权告诉记者：“在延安新区筹划初期，他和其他专家一道受延安市政府的邀请来到这里...截至2013年底，仅围绕岩土工程技术就先后召开会议26次，参会院士、勘察设计大师等专家131人次...经过科学家反复研讨后，延安造城的思路最终确定为‘把大规模挖山建城作为整流域生态治理新途径’，一方面削山填沟，遏制水土流失，另一方面与城市建设同步绿化，快速恢复和改善原有恶劣生态。”[45]

#### 成本预算
据了解，工程在2013年上马时，延安市当地的财政十分紧张，不仅拖欠开发商款项，同时也亏欠政府干部职工的工资。
另一方面，延安的项目达到千亿级，居全国同类工程之首。以前期的岩土工程为例，土石方量约5.7亿立方米，其中挖方3.1亿立方米，填方2.6亿立方米，为三峡大坝工程土方量的两倍，工程日常的机械租赁费、燃油费和人员工资等各项开支都很大。截至2020年，延安削山造城，新区平均每亩的造价达到160万元，为了保障新区的日常运作，还将配套规划工业用水和引入黄河水方案，预计每年将引进9180万平方米的用水，预计耗资约5600亿元。
有批评指出，应该充分考虑延安的地理位置和自然条件，当地城市建设如果是采用这种方法，土地开发成本大，生活成本高，相应的收益模式却少，应该提前进行咨询，“由经济学家评估土地开发项目的收益，并在工程开始以前提出降低风险的建议。一旦项目被评估为有高经济风险且低利润，就不应该继续进行，即便在技术上是可行的。一旦没有利润，政府应该阻止项目继续下去。”

#### 后续研究
随着延安平山造地工程的将近完工，人口迁入成为关键性问题。据学者研究，延安新区成立后，对于城市规划中人口迁入问题有一定的成绩，但是总体仍旧不理想，并且在处理城市人口迁入过程中也出现了一些问题，建议通过提供就业机会，吸引高层次人才，降低入住成本，调整城市布局，发展公共交通，提供进一步资金保障等方法综合进行治理。
根据成都理工大学地质灾害防治与地质环境保护国家重点实验室，对于延安新区底层的研究，新区建成后，出现地面抬升变形的情况。据分析，山体快速开挖引起的卸荷回弹变形是地面抬升的主要内在因素,而地面抬升具体的分布及大小等因素，则是由挖方工程范围、挖方厚度、建筑荷载等外在因素综合作用的结果。地面抬升对新区的持续发展带来了严重的影响，并呈现初期发展较快，随时间发展后又逐步趋缓的形势。

### 甘肃兰州

#### 总体规划
2012年10月26日，兰州市政府与太平洋建设集团合作，一期工程推掉700多座山头，人造平地25平方公里。
根据《兰州市低丘缓坡沟壑等未利用地综合开发实验区总体规划》，未来兰州“削山造地”的总面积将达258平方公里， 将实现真正意义上的“移山造城，兰州在2013年的城市区面积为200多平方公里 。这项规划，由深圳蕾奥城市规划设计咨询公司与兰州市城乡规划院合作，自2012年6月开始编制，历时两三个月完成，并于2013年1月接受最后一轮审查。
参与该项目环评工作的兰州大学资源环境学院人文地理研究所副所长李丁，向《每日经济新闻》记者表示：“因为项目非常大，震惊全国甚至震惊全世界，包括国外的一些媒体也跑来直接问‘你们是不是疯了’，怎么会有这么大的项目？”
“削山造地”其实衹是兰州市新区规划的一小部分，新区规划面积为806平方公里。2012年8月，国家正式批准兰州新区成为继上海浦东、天津滨海、重庆两江、浙江舟山群岛之后的第五个国家级新区。 
2020兰州新区最新规划方案，又将这个范围扩大到包括永登县中川、上川、秦川等六个乡镇，新区面积从原先的806平方公里扩展到现在的1744平方公里，差不多整整扩大了一倍多。
新规划强调，将进一步加强低丘缓坡未利用地开发的前期研究、建设施工和后期管理。

#### 太平洋建设
主持一期工程的太平洋建设的董事长严介和：“新城将引入黄河水，开挖人工湖,最终形成一个山水绕城、依山傍水的新兰州，有湖泊、有河流、有小溪、有沙滩、有湿地、有岛屿，山顶花园城市，非常美，让山中有城、城中有山，山水绕城，既有美国拉斯维加斯的那种风情，又有欧洲威尼斯水城的情调。”
严介和认为，兰州推山造地后，还可以推山引风，当地的污染状况能够得到有效的缓解。对此，兰州大学资源环境学院教授杨永春持保留态度。
严介和预测通过这个工程，自己的企业能够在世界上扬名：“我们要做行业内的老大，下一步就是要面向世界了，要国际化了，2016年，太平洋建设成立20周年的时候，就要达到这个目标。那时候的太平洋建设就会成为...我们要做成让中国骄傲的国企。美国人以哈佛为骄傲，以美联储为骄傲，日本人以丰田为骄傲，韩国现在也有很大的品牌，三星、LG、现代，虽然我们的中华民族有中国移动、中石油、中石化，但国际上并不认可，因为这些都是垄断的行业。所以太平洋建设要填补这个空白，要让世界认可，让世界认可这是中国人办的新国企。”
据悉，严介和本人曾在2006、2007年，因为债务危机被告上法庭，有多处住宅被查封，同时被限制进入高档娱乐场所。

#### 正面评价
兰州市城乡规划设计研究院专家贾云鸿认为，兰州的“削山造城”其实不是山，而是丘陵地带的土堆（低丘缓坡沟壑等未利用地综合开发），所以应该正名叫“荒山造地”。“荒山造地”选的区域都是环境不好、地质灾害大的滑坡区域，通过荒山造地，可以有效消除地质灾害，实施生态修补；“荒山造地”的成本较低——每亩10万~20万元，相比之下，旧城改造成本高、难度大。
不过根据工程现场的情况发现，实际作业的山体体量很大，削掉100多米的山体是经常的。
兰州市国土资源局副局长李长江谈到环境：“削山造地项目的出地率很低，在规划中，填方土地原则上一律不搞建设，只用来做道路或绿化，有的造地单元能有一半的地可以用来开发建设就算不错了，所以将来这些地的绿化面积会很多，环境会非常好。”

#### 负面评估
根据兰州市自己的相关报告，兰州当地处干旱半干旱气候区，生态环境脆弱、自然条件较差、生态承载力低下，同时森林资源匮乏、水土流失严重、生态建设需求突出。不过据记者核实，“削山造地”计划在项目立项、环境影响评价、林地报批、土地征收报批等方面存在硬伤，在各项评估与报批完成前，工程即已动工。
根据2020年的地遥感监测及生态效应分析研究，结果表明兰州周边地区削山造地工程会对生态环境造成破坏，使得此前一些学者的担忧成真。同时，有研究表明削山造地工程实施中的扬尘，也严重影响了兰州这几年的空气质量。
国家发改委城市和小城镇中心研究规划部主任文辉呼吁：“以前国内很多城市热衷于造工业园，现在热衷于造城，城镇化并不意味着一定要建大马路、大广场、大景观带...城镇化应该是以人为核心，而不是以城市产品为核心。新城建成了，关键看人能不能融入进去，这就需要有产业环境和就业空间。”
中科院城市发展与环境研究所副研究员黄顺江认为：“兰州位于黄河谷地中，受到两岸山地的保护，再加上河水的滋润，自然环境在西北地区算是难得的。但现代兰州人似乎对此并不在意，并对因局限于黄河谷地使其发展空间受到限制而耿耿于怀，一直试图要削平南北两岸山地，跳出黄河谷地以求更大的发展，他说：“兰州新区的开发和建设，就是这种冲动的表现。要知道，离开黄河谷地，兰州周边的大环境非常恶劣。在那样荒芜的地方建设新城区，实际上是将城市暴露在很不利的环境中，有碍于城市发展。”

### 甘肃皋兰

#### 移山毁田
2013年7月2日，兰州市皋兰县当地政府与甘肃浙云海投资发展有限公司签订合作开发的《西环路土地开发整理项目协议书》后，实施了规模空前的移山、毁田、造地建园区，涉及面积达1万多亩。
其中，毁损基本农田1800余亩，而中途因故停工，造成严重水土流失，环境恶化，直接损失达数亿元。

#### 违规腐败
据知情人透露：“皋兰县域土地利用匮乏，经济发展滞后，以仓储、物流、加工、制造、配送、环保等产业基地为名‘包’装后，通过推荒山、填沟壑、毁草原、占耕地等方法来招商引资，整理开发后的土地再出让获利。”
甘肃浙云海投资发展有限公司，注册登记时间为2013年7月9日；注册资金5000万元；经营范围为市政投资、园林绿化、土地开发、水电开发、工程机械设备、机械配件、建筑材料销售。也就是说，浙云海公司登记注册时间是2013年7月9日，而双方签订的开发协议书时间是2013年7月2日。
工程自始至终没有整体立项、规划、土地、建设、环评审批等手续:
- 皋兰县农牧局确认，整理开发占用农田、草原必须经过审批，《西环路土地开发整理项目》没有经过审批，属违法开发。
- 皋兰县林业局证实，涉及植被林木都应该依法审批，林业部门并无审批。
- 皋兰县环保局表示，推山造地，破坏生态环境，原则上是不审批的，相关项目并没有环评手续。
- 皋兰县规划局出示资料显示，项目将建设的商业、仓储、道路、学校及部分住宅等用地，共1000多亩不在规划范围内。

#### 工程烂尾
该项目自2013年实施以来，已开发整理土地约9000多亩，后因浙云海公司资金链断裂、拖欠巨额工程款，及民工薪水，西环路土地开发整理项目停止施工。
根据《关于全面开展四荒地开发利用清理整顿工作的通知》(甘国土资发〔2015〕164号)和《关于引发皋兰县国有未利用地开发利用整改工作方案的通知》(皋办发〔2016〕78)的文件精神，西环路土地开发整理项目不会再复工实施土地整理，落款时间为2017年7月27日。
2014年10月，现场调查披露那些高山被推为平地，沟壑耕地被填埋后的土地，事过三年，仍然寸草不生，生态隐患严重。
2018年5月27日，这个占地万亩的土地开发整理项目，现已演变为皋兰县林业局森林植被恢复项目。

### 广西河池

#### 贫困地区
相关统计公报显示，2014年河池市全年财政收入54.67亿元，总财政收入在广西排名倒数。

#### 成本高昂
2013年6月，河池市确定在距离城区约16公里的一片荒山上建造大任产业园，产业园区“削山造地”总成本高达几十亿元。以用来做边坡防护的挡土墙为例，每修建一平方米就要花费2万元左右，仅广西成源矿业有限公司厂区内1000米的挡土墙就花掉2000多万元。配套路网建设又要花去近10亿元。
河池市工信委投资科付科长说：“山上施工技术难度大，山体配套保护措施要求高。河池属于经济发展落后地区，财政困难。”
河池市国土局办公室主任黄文军说：“园区山地坡度高，最高的落差有150米，而且以石山为主，爆破困难，费用高。”

#### 环境考量
针对各方疑问，河池一官员给予了反驳，认为项目是被“环境机制倒逼出来的，我们也没有办法。所以，难，也要上！”
原来，河池历史上发生过两起事故，对当地经济带来巨大影响：一是2001年南丹矿难，二是2012年的镉污染事故。
镉污染的事故发生在2012年1月15日，广西河池宜州市龙江拉浪水电站内的网箱出现部分死鱼。河池市环保局检测后发现龙江拉浪码头前200米镉含量超过《地表水环境质量标准》III类标准约80倍。据调查，镉污染主要来自河池市鸿泉立德粉材料厂和广西金河矿业股份有限公司冶化厂利用溶洞排放废液，镉泄漏量约20吨，污染事件波及河段将达到约300公里。。龙江河由此遭受污染，污染长期困扰当地，经济发展和生态保护都受到负面影响。
事故发生后，有11名企业责任人因污染环境罪分别被判刑，另有3名政府责任人分别因环境监管失职罪和受贿罪入狱。河池市市长何辛幸向公众道歉，并表示将“痛定思痛、吸取教训”，全面整治工业，促进企业转型升级。
大任产业园即是河池市应对环境问题交出的一个治理答卷：“工业上山，出城入园”。

#### 园区愿景
产业园区创办後两年间仅6家企业入驻，加之全国很多工业园不景气甚至烂尾的现象，河池新园区的很多业主感到忧虑:
2012年，武汉市新城区的卓尔生态工业园、蔡甸区天润工业园、黄陂前川新城工业园，总体占地面积超过1万亩，普遍存在厂房空置、工业用地撂荒、基础设施不健全等“烂尾”现象，空置率达90%。
2014年11月，湖南郴州百亿元产业园项目因资金链断裂烂尾，超过千亩的土地撂荒，问题久拖不决。
2015年4月，河北一省级园区配套工程“烂尾”，难以支付工程款和工人工资，严重影响当地的发展环境及招商形象。

### 河北保定

#### 涞水县
由河北华银房地产开发公司承建的“天鹅湖国际生态城”项目，位于京西南50公里的河北涞水县西部太行山脉。
2012年 ，河北华银集团与河北省保定市涞水县政府合作 ，建设涞水新城，“天鹅湖”为新城的重点项目之一。
据开发商网站显示，该项目独享2000亩的生态大湖、5000亩的原生山林植被资源。2019年2月，因其在保定涞水县西部太行山区削山造地建别墅群，山体被挖得满目疮痍，且涉嫌土地、规划、水利、预售多项违法违规，被媒体曝光。
2019年5月，河北省委办公厅、省政府办公厅对“华银天鹅湖”项目发出通报：“‘华银天鹅湖’位于涞水县城西北20公里的宋各庄水库周边，实际占地1419.55亩...经核查认定，该项目是在不符合土地利用总体规划、没有城乡总体规划和控制性详细规划的情况下实施的违法违规项目，存在违法违规供地、违法占地、超规划建设、违规审批等问题。”
2019年6月26日，华银集团被河北省高碑店市公安局通报为犯罪集团，相关法人被公安机关采取强制措施立案侦查。
2019年10月18日，涞水县委原书记王义民被通报接受审查调查。2020年1月6日，河北省保定市纪委监委发布消息，涞水县委原常委、原副县长韩彦清涉嫌严重违纪违法，接受纪律审查和监察调查。2020年2月12日，河北省纪委监委确认，河北涞水县委原书记王义民被正式“双开”。2020年8月13日，河北省纪委监委再次发布消息，涞水县县长朱明新主动投案，涉嫌违纪违法，接受纪律审查和监察调查。
由于涞水新城当时宣传做得好， 有政府背书，不少在北京打工的人选择在河北买房子。后来华银集团被通告为犯罪集团 ，项目停摆、工程烂尾，接着与华银集团有利益往来的官员陆续落马，自2019年始陆续有业主自行组织投诉上访。

#### 满城区
根据河北省保定市满城县委宣传部2019年2月26日的通报，当地满城区、顺平县以秀兰文化小镇健康养老旅游项目为名削山造地建别墅群。项目存在“未批先建、超占土地建设、处罚未履行到位、规划审批不规范、部门监管不力”等问题。该项目随后遭到封停，市县（区）纪委监委介入调查。
2019年5月11日，处理结果出炉。对秀兰文化小镇园内83栋养老公寓全部查封，115套木屋和1栋超规划范围建筑遭到拆除，78栋6.8万平方米建筑物收归国有。包括原党组副书记、副市长、区委书记、县长等多名干部，遭到党内警告处分。

### 河北石家庄
新华社2019年2月22日报道，河北鹿泉区“西美金山湖”项目涉嫌违规“削山造地建别墅”事件引发社会关注，河北省主要领导随即成立调查组，进驻对其展开全面检查。该项目位于位于鹿泉区铜冶镇岭底村“玉山”北侧，由石家庄市丽豪房地产开发有限公司于2013年开工建设。事件被媒体曝光后，承包商又于2月18日连夜实施拆除作业。经核查认定，该项目是一个违法违规供地、违法占地、未批先建、违法建设、违规销售、违规占用生态保护红线内林地等生态空间的房地产项目。
根据河北省委办公厅、省政府办公厅2019年5月11日的通报，包括石家庄前后三名分管城乡规划和建设的副市长在内的5名市、区级领导受到处分。

### 云南昆明
2012年4月，云南昆明市东川区为拓展工业园区规模，采取“削山填谷”的方式扩大用地。
在东川城区周围10平方公里的缓坡和半山坡上，方案规划共一园十一片区，其中离东川主城区最近的碧谷工业园区有5公里，最远的天生桥工业园距主城区达上百公里。

### 湖北神农架
2013年4月，湖北神農架紅坪機場开工建设，其海拔高达2580米，号称华中最高的机场。
为了修建这一“中国最美生态机场”，当地凿山填石、夜以继日施工，削平5座山峰，再充实山谷沟壑，所在地喀斯特地貌特有的溶洞、溶沟、溶隙、漏斗等数百个溶洞悉数被填平。因其大手笔，被媒体与兰州、十堰、延安的工程作比较。
2013年6月17日，政法委机关报《法制日报》发文：“虽然‘生米已煮成熟饭，争议来得有些迟缓’...像神农架机场这么一个庞大的民生项目，事先应该经过环境评价，削平山头后生态环境将会发生怎样的变化，只有通过严格的环评才能搞清楚...机场建设前必须编制环境影响报告书，这是现行法律赋予的强制性义务...根据环评法第二十一条规定，除国家规定需要保密的情形外，对环境可能造成重大影响、应当编制环境影响报告书的建设项目，建设单位应当在报批建设项目环境影响报告书前，举行论证会、听证会,或者采取其他形式，征求有关单位、专家和公众的意见。”
2014年5月，该机场宣布正式通航。